# Milan Dolinský
Milan Dolinský (ur. 14 stycznia 1935) – słowacki piłkarz.
Podczas swojej kariery grał dla Rudy Hvězda Cheb. Wystąpił 10 razy i strzelił 5 goli dla Czechosłowacji od 1959 do 1960 i wystąpił na Euro 1960.